# Морской бой при Дамиетте
Морской бой при Дамиетте (ивр. קרב דמיאט‎, араб. معركة بلطيم‎) — эпизод Войны судного дня, бой между израильскими и египетскими ВМС на Средиземном море в районе египетского порта Порт-Саид, состоявшееся 8 — 9 октября 1973 года.
Результат — победа израильских ВМФ и уничтожение двух египетских катеров без потерь со стороны израильтян.
Командир соединения ВМФ Израиля — Михаэль «Йоми» Баркаи, награждённый за это сражение (и за морской бой при Латакии) медалью «За отличие».
Некоторые журналисты и писатели называют этот бой — сражением и даже битвой.

## Описание событий
В ночь с 8 на 9 октября 1973 года шесть ракетных катеров израильского ВМФ («Решеф», «Кешет», «Эйлат», «Мисгав», «Херев» и «Суфа») подошли к рейду Порт-Саида у Дамиетты (восточнее порта).
В 21:00 был зарегистрирован первый радарный контакт, оказавшийся ложным.
В 23:50 Баркаи перестроил катера в одну, ориентированную в сторону Порт-Саида, линию, разделив её на три пары: «Решеф» и «Кешет» (север), «Эйлат» и «Мисгав» (центр), «Херев» и «Суфа» (юг). Катера южной пары начали обстреливать нефтяные цистерны у Дамиетты, привлекая внимание египтян.
В 00:00 на экране израильских радаров появились 4 катера проекта 205 («Оса»). Египтяне тоже построились в одну линию, выпустили все (или почти все) ракеты в одном залпе и, лишившись возможности продолжать бой, стали отходить первыми. Через 25 минут «Кешет» выпустил свою ракету с дистанции 17 км. Ракета попала в цель, и один катер египтян загорелся. «Кешет» также вынужден был остановиться — у него на полном ходу лопнул трубопровод в системе охлаждения дизеля. «Мисгав» добил египетский катер артогнём.
Одновременно с этим, «Решеф» вывел из строя второй египетский катер и «Эйлат» добил его артогнём.
Третий египетский катер получил попадание и остановился. Хотя израильские катера поразили его десятком снарядов, египетский катер остался на плаву, так как в этот момент сел на мель.
Четвёртый египетский катер начал уходить в сторону Порт-Саида. «Решеф» пошёл на перехват, но короткое замыкание в электросистеме не позволило ему расстрелять противника. Получив прямой приказ Баркаи, «Решеф» отказался от погони, которая становилась опасной из-за близости египетского побережья.
В 01:30 бой закончился и Баркаи ушёл с катерами на базу.
Итоговые египетские потери составили два катера безвозвратно, третий поражённый египетский ракетный катер «Оса» был возвращён в строй.